# Luce Herpin
Clara-Adèle-Luce Herpin, Pseudonym Lucien Perey (* 15. März 1825 in Carouge, Kanton Genf; † 11. April 1914 in Paris) war eine schweizerisch-französische Historikerin und Schriftstellerin. Sie gehörte zu den ersten Frauen, welche die Geschichte ihres Geschlechts erforschten.

## Leben und Werk
Luce Herpins französischer Vater, der Neurologe und Epilepsieforscher Théodore-Joseph-Dieudonné Herpin (1799–1865), praktizierte als Arzt in Carouge und später in Genf, der Vater ihrer Mutter Louise Perey (1798–1867) war Pfarrer in Carouge. Die beiden jüngeren Brüder von Luce wurden Bankier bzw. Generaldirektor. Sie selber lebte von 1853 an in Paris, wo ihr Vater ab 1856 bei ihr wohnte (was im Historischen Lexikon der Schweiz als einzige Information über sie zu finden ist.)
Ihre historischen Werke erschienen bei Calmann Lévy in Paris. Zu verfassen begann sie diese erst nach der Lebensmitte, zuerst zusammen mit dem jungen Gaston Maugras (1850–1927), mit dem sie zuvor die Korrespondenz von Abbé Galiani herausgegeben hatte:
- La jeunesse de Madame d’Épinay […] 1882 (Digitalisat).
- Dernières années de Madame d’Épinay, son salon et ses amis […] 1883 (Digitalisat).
- La vie intime de Voltaire aux Délices et à Ferney, 1754–1778 […] 1885 (Digitalisat).

Auch die meisten Werke, die sie anschließend allein verfasste, sind Persönlichkeiten des 18. Jahrhunderts gewidmet:
- Histoire d’une Grande Dame au XVIIIe siècle. La princesse Hélène de Ligne. 1887 (Digitalisat).
- Histoire d’une Grande Dame au XVIIIe siècle. La comtesse Hélène Potocka. 1888 (Digitalisat).
- Un petit neveu de Mazarin. Louis Mancini-Mazarini, duc de Nivernais. 1890 (Digitalisat).
- La fin du XVIIIe siècle. Le duc de Nivernais, 1754–1798. 1891 (Digitalisat).
- Le président Hénault et Madame du Deffand. La cour du Régent, la cour de Louis XV et de Marie Leczinska. 1893 (Digitalisat).
- Le roman du Grand Roi. Louis XIV et Marie Mancini […] 1894 (Digitalisat).
- Une princesse romaine au XVIIe siècle. Marie Mancini Colonna […] 1896 (Digitalisat).
- Figures du temps passé : XVIIIe siécle. (Aufsätze) 1900.
- Charles de Lorraine et la cour de Bruxelles sous le règne de Marie-Thérèse. [1903] (Digitalisat).
- Une reine de douze ans. Marie Louise Gabrielle de Savoie, reine d’Espagne. [1905] (Digitalisat).

Mehrere dieser aus den Quellen geschöpften, in elegantem Stil verfassten Zeitbilder wurden von der Académie Française ausgezeichnet.
Unter ihrem nom de lettres veröffentlichte die Autorin auch Komödien und Märchen:
- Eugène Ceillier, Lucien Perey (Mitarbeit): Une carrière d’occasion (Komödie in einem Akt). In E. C.: Le Théâtre à la ville. Comédies de Cercles et de Salons. Paul Ollendorf, Paris 1882, S. 71–145 (Digitalisat).
- Zerbeline et Zerbelin, ou La princesse qui a perdu son œil (Feenmärchen, illustriert). Calmann Lévy, Paris 1890 (Digitalisat).
- La Forêt Enchantée, ou Tranquille et Vif-Argent. Illustriert von Emy de Wilke et al., Calmann Lévy, Paris 1890 (Digitalisat).
- Le Mardi de la Vicomtesse (Komödie in einem Akt). Calmann Lévy, Paris 1892.
- Le Bouquet blanc (Komödie in einem Akt). Calmann Lévy, Paris 1897.
- Histoire merveilleuse d’une pomme d’api. Illustriert von Henri Caruchet, Calmann-Lévy, Paris 1903.

Luce Herpin starb 1914 in Paris und wurde auf dem Friedhof von Montmartre beigesetzt.

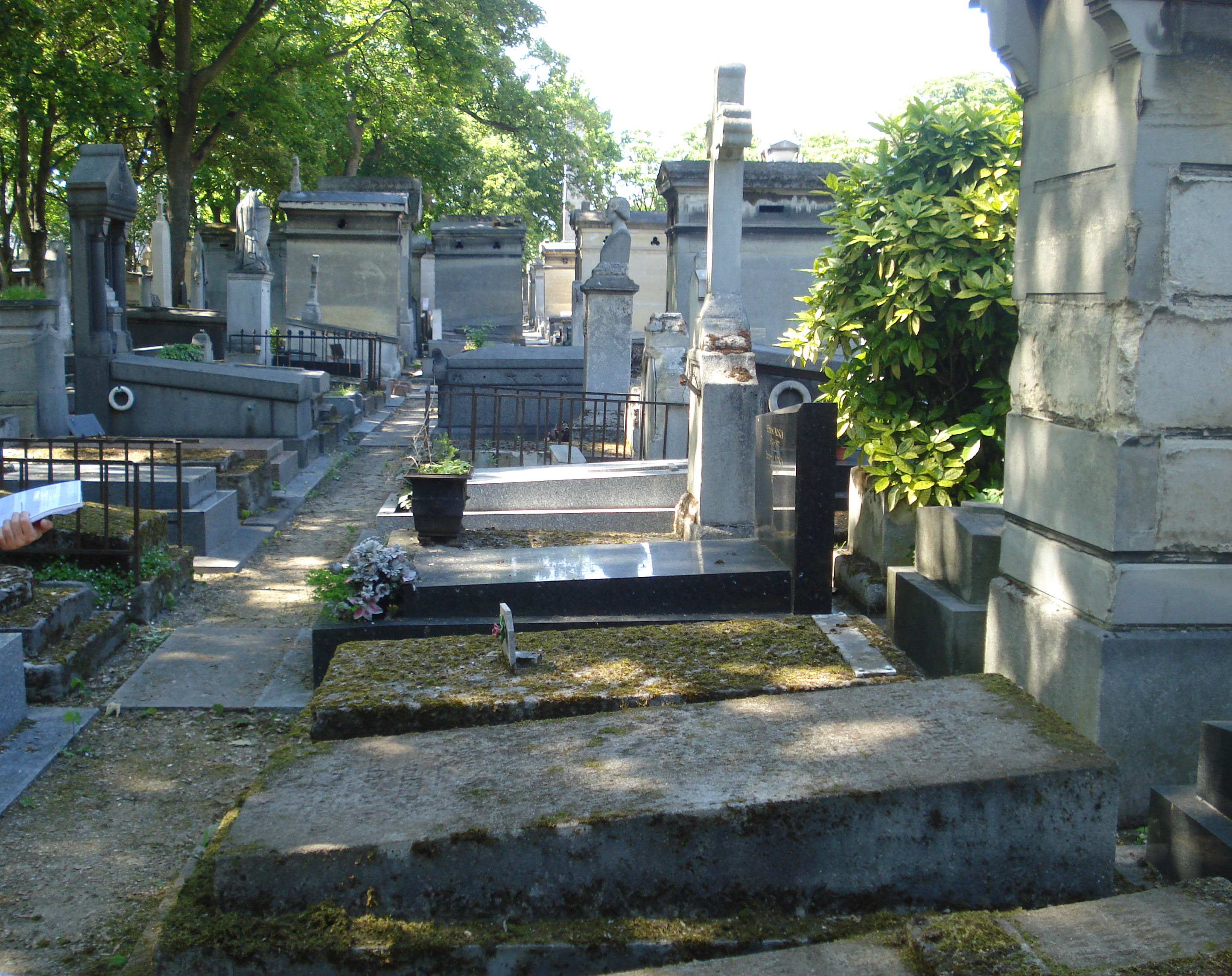
Grab von Luce Herpin (Vordergrund) auf dem Friedhof von Montmartre.

## Nachlass
- Bibliothèque nationale de France, Département des manuscrits, NAF 16808-16816, 26222-26227.